# 추규호
추규호(秋圭昊, 1952년 8월 21일~, 전남 화순)는 대한민국의 외교공무원이다. 외교통상부 대변인과 주영국 대사를 역임했다. 본관은 추계이다.

## 학력
- 1998 존스홉킨스대학교 국제대학원 국제공공정책학 석사
- 1975 성균관대학교 법학 학사
- 목포상업고등학교 졸업

## 경력
- 제9회 외무고시 합격
- 1994 주이탈리아 공사관 참사관
- 1998 주일본 공사관 참사관
- 2002 외교통상부 아시아태평양국 국장
- 2002.08 주시카고총영사관 총영사
- 2004.08 주일본 대사관 공사
- 2005.12 외교통상부 대변인
- 2010.01 주영국 대사관 특명전권대사
- 2013.03 ~ 2020.10 성균관대학교 국가전략대학원 초빙교수
- 2014년 1월 한국외교협회 부회장
- 2014년 1월 경제인문사회연구회 기획평가위원회 위원장
- 2015년 5월 ~ 2020년 11월 한일미래포럼 이사장
- 2020년 11월 ~ 2023년 1월 주교황청대한민국대사관 대사